# フィリップ・ヨーク (第3代ハードウィック伯爵)

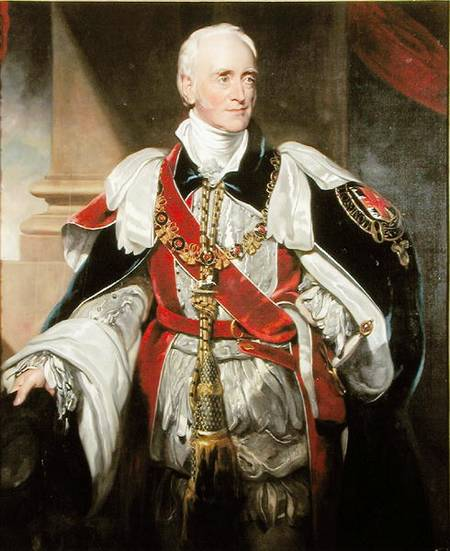
トーマス・ローレンスによる肖像画、1806年以降。

第3代ハードウィック伯爵フィリップ・ヨーク（英語: Philip Yorke, 3rd Earl of Hardwicke KG PC FRS FSA、1757年5月31日 – 1834年11月18日）は、イギリスの貴族、政治家。庶民院議員（在任：1780年 – 1790年）、アイルランド総督（在任：1801年 – 1806年）を歴任した。

## 生涯

### 生い立ち
チャールズ・ヨーク閣下（1770年1月20日没）と1人目の妻キャサリン（Catherine、旧姓フリーマン（Freeman）、ウィリアム・フリーマンの娘）の息子として、1757年5月31日に生まれた。1770年から1771年までハーロー校で教育を受けた後、1774年4月15日にケンブリッジ大学クイーンズ・カレッジに入学、1776年にM.A.の学位を修得した。1777年から1779年までグランドツアーに出て、オランダ、ドイツ、イタリア、スイスを旅した。

### 庶民院議員として
1780年イギリス総選挙で伯父フィリップ（第2代ハードウィック伯爵）の支持を受けてケンブリッジシャー選挙区から出馬した。ケンブリッジシャーではヨーク家（ハードウィック伯爵家）とマナーズ家（ラトランド公爵家）が大きな勢力を有したが、前回の総選挙では両家ともに立候補者がおらず、代わりに第4代準男爵サー・ジョン・ハインド・コットンと初代準男爵サー・サンプソン・ギデオンを支持した。1780年の総選挙ではヨーク家もマナーズ家も立候補者を出したため、コットンとギデオンは議席を譲ることが期待されたが、ギデオンは勢力が両家に及ばなかったにもかかわらず、金に物を言わせて選挙戦に挑んだ。選挙戦が不可避になったため、保険としてヨーク家が1議席を掌握しているライゲート選挙区でも立候補することが検討されたが、ヨークはこれを辞退した。『英国議会史』によれば、ロバート・マナーズ卿が野党の支持する候補で、ヨークとギデオンが与党の支持する候補だったが、ヨーク家とマナーズ家がそれまで選挙協力していたこともあり、ハードウィック伯爵はマナーズからの票を失うことを恐れてギデオンを支持しなかった。結果は1日目の投票が終わった時点でギデオンの劣勢が明らかになり（マナーズ1,741票、ヨーク1,455票、ギデオン1,038票）、ギデオンが敗北を認めてマナーズとヨークが当選した。3人は選挙戦に合計で5万ポンド以上を費やした（うちヨーク家の出費は約14,000ポンド）とされる。
議会では1780年イギリス庶民院議長選挙で与党側の候補チャールズ・ウルフラン・コーンウォールを支持し、1782年5月に小ピットの選挙改革委員会設立動議への反対演説をして、国（の人民）が改革を欲さず、自身を支持した有権者も現行の代表制度に感情を害されたとは考えていないと述べた。1783年2月にケンブリッジからの選挙改革請願を提出したが、請願の支持演説は拒否、同年5月にも選挙改革に反対票を投じた。シェルバーン伯爵内閣期（1782年 – 1783年）では首相シェルバーン伯爵がヨーク家を取り込もうとしたが、実質的な官職は与えなかったため、2代ハードウィック伯爵は内閣から距離を置いた。しかし、ヨークはアメリカ独立戦争の予備講和条約をめぐる採決（1783年2月）で内閣を支持して賛成票を投じ、貴族院で反対票を投じたハードウィック伯爵から非難された。4月に成立したフォックス＝ノース連立内閣ではポートランド公爵が名目上の首相を務め、2代ハードウィック伯爵はヨークに内閣支持を呼びかけたが、ヨークは内閣の方針を支持できないとして拒否、同年末にチャールズ・ジェームズ・フォックスが提出した東インド法案も批判した。この時期の手紙ではヨークのフォックスへの嫌悪が明らかであり、1783年12月23日付の手紙では「庶民院での議席はフォックス氏の残りの人生における最高の閑職になるだろう」（a seat in the House will be a perfect sinecure for the rest of Mr. Fox’s life）との皮肉を述べ、1784年1月末の手紙では「国中のジェントルマンが団結してフォックス氏を排除することを心から願う」（I heartily wish the country gentlemen would unite and keep out Mr. Fox for good）と綴るに至った。
このように小ピット支持の立場だったため、ピット派有利の1784年イギリス総選挙では難なく再選、以降庶民院を離れるまで第1次小ピット内閣を支持した。国教忌避者の審査法からの救済を支持して、1787年2月に請願を提出して賛成演説をしたが、選挙改革には引き続き反対、1785年4月にも小ピットの選挙改革案に反対した。
1790年5月16日に伯父フィリップが死去すると、ハードウィック伯爵位を継承した。貴族院への移籍に伴う補欠選挙では異母弟チャールズ・フィリップを支持する予定だったが、直後に議会が解散されたため、補欠選挙は行われず、チャールズ・フィリップは6月の総選挙で当選した。7月3日、父の後任としてケンブリッジシャー統監に任命され、1834年に死去するまで務めた。11月25日、王立協会フェローに選出された。1791年4月7日、ロンドン考古協会フェローに選出された。

### アイルランド総督として
1801年3月17日にアイルランド総督と枢密顧問官に任命され、5月25日にダブリンに到着した。1800年合同法によりグレートブリテン及びアイルランド連合王国が成立した後の初代アイルランド総督であり、その権限の範囲と前任者のコーンウォリス侯爵が残した負の遺産が課題になった。
アイルランド最高司令官にはサー・ウィリアム・メドウズが任命されたが、メドウズが受けた指示はハードウィック伯爵に打診せずに行動できることを暗示するものであり、内務大臣の第3代スタンマーのペラム男爵トマス・ペラムもアイルランドにおける政府後援の権限がアイルランド総督から自身に移るべきであると考えて、ハードウィック伯爵と衝突した。1804年にジョン・フォスターがアイルランド財務大臣に任命されると、フォスターも財務大臣としての権限を利用して、総督のアイルランド歳入部門における決定権を削ろうとした。内務大臣の問題はペラムが1803年8月に辞任して、ハードウィック伯爵の異母弟チャールズ・フィリップが後任になったことでいくらか解消されたものの、前任者のコーンウォリス侯爵は合同法を可決させるにあたり多くの「政治的な債務」（political debts）を残したため、官職には合同法の支持者を任命する必要があり、ハードウィック伯爵が自由に選ぶことはできなかった。1803年11月25日、ガーター勲章を授与された。
カトリック解放を支持したが、総督としてはカトリック解放問題の議論を防ぐことが職務の一環であると考え、カトリック教徒にも政府後援を与える融和政策をとった。
ロバート・エメットが起こした1803年アイルランド反乱では反乱の計画に気づかないという失態を起こし、エメットの裁判を長引かせて政府側の宣伝として利用しようとしたが、かえってウィリアム・コベットにより無感覚な政権というイメージを植えつけられ失敗した。
1805年6月、フォスターが歳入委員会から関税委員会を分離する法案を提出するが、ハードウィック伯爵は財務省の権限が拡大することに不満を感じて反対、これを受けて首相小ピットは法案審議を遅滞させた。フォスターが辞任をもって応じると、小ピットはフォスターを説得しようとしたが、ハードウィック伯爵は態度をさらに硬化させ、フォスターとの妥協がなされた場合は自身が辞任するとした。そして、1805年10月にハードウィック伯爵を解任してフォスターを復帰させることが決定され、ハードウィック伯爵は1806年3月にアイルランドを離れた。

### 晩年
1802年から1834年まで大英博物館理事（trustee）を務めた。1806年から1834年までケンブリッジ大学総長補佐（High Steward）を務め、1811年にLL.D.の名誉学位を授与された。
貴族院では引き続きカトリック解放を支持、1829年カトリック信徒救済法に賛成票を投じたほか、1831年から1832年にかけての第1回選挙法改正も支持した。
1834年11月18日に死去、ウィンポールで埋葬された。息子2人に先立たれており、爵位は異母弟ジョセフ・シドニーの息子チャールズ・フィリップが継承した。

## 家族
1782年7月24日、エリザベス・リンジー（1763年10月11日 – 1858年5月26日、第5代バルカレス伯爵ジェームズ・リンジーの娘）と結婚、5男4女をもうけた。
- アン（1783年4月12日[11] – 1870年7月17日） - 1807年8月29日、第3代メクスバラ伯爵ジョン・サヴィル（英語版）と結婚、子供あり[12]
- フィリップ（英語版）（1784年5月7日 – 1808年4月7日） - 庶民院議員、生涯未婚[1]
- キャサリン・フリーマン（Catherine Freeman、1786年4月14日[11] – 1863年7月8日） - 1811年10月16日、第2代カリドン伯爵デュ・プレ・アレグザンダーと結婚、子供あり[12]
- チャールズ（1787年4月23日 – ?） - 夭折[11]
- エリザベス・マーガレット（1789年1月14日[11] – 1867年6月23日） - 1816年2月6日、初代ステュアート・ド・ロスシー男爵チャールズ・ステュアート（英語版）と結婚、子供あり[12]
- 男子（1793年10月） - 死産[11]
- キャロライン・ハリエット（1794年10月15日[11] – 1873年5月27日） - 1815年2月4日、第2代サマーズ伯爵ジョン・サマーズ＝コックス（英語版）と結婚、子供あり[12]
- チャールズ・ジェームズ（1797年7月21日 – 1810年4月30日[1]）
- ジョセフ・ジョン（1800年8月20日 – 1801年3月23日[11]）